# اسکار فاکس جونیور
اسکار فاکس جونیور (انگلیسی: Oscar Fox Jr.; ۱ ژانویهٔ ۱۹۲۱ – ۱۵ ژانویهٔ ۱۹۹۰) بازیکن فوتبال اهل بریتانیا بود.
از باشگاه‌هایی که در آن بازی کرده‌است می‌توان به باشگاه فوتبال شفیلد ونزدی و باشگاه فوتبال منزفیلد تاون اشاره کرد.